# Caparezza
Michele Salvemini és un músic italià més conegut amb el nom de Caparezza va néixer a Molfetta el 9 d'octubre del 1973.

## Discografia

### Àlbums[2]
- Sunny cola connection
- 1999 - Ricomincio da Capa (Demo)
- 1999 - Con Caparezza... nella monnezza (Demo)
- 1999 - Zappa (Demo)
- 2000 - Caparezza ?!
- 2003 - Verità supposte
- 2006 - Habemus Capa
- 2008 - Le dimensioni del mio caos
- 2011 - Il sogno eretico
- 2014 - Museica
- 2017 - Prisoner 709
- 2021 - Exuvia

### Singles[2]
- 2000 - Tutto ciò che c'è
- 2000 - Tutto ciò che c'è - Remix
- 2000 - La fitta sassaiola dell'ingiuria
- 2000 - Chi cazzo me lo
- 2000 - La gente originale
- 2003 - Follie preferenziali
- 2003 - Il secondo secondo me
- 2003 - Fuori dal Tunnel
- 2004 - Vengo dalla luna
- 2004 - Giuda me
- 2004 - Jodellavitanonhocapitouncazzo
- 2006 - La mia parte intollerante
- 2006 - Torna Catalessi
- 2006 - Dalla parte del toro
- 2008 - Eroe (Storia di Luigi Delle Bicocche)
- 2008 - Vieni a ballare in puglia
- 2009 - Abiura di me
- 2009 - Io diventerò qualcuno
- 2009 - Cacca nello spazio

### Vídeos[2]
- 2000 - Tutto ciò che c'è
- 2000 - La fitta sassaiola dell'ingiuria
- 2003 - Follie preferenziali
- 2003 - Il secondo secondo me
- 2003 - Fuori dal Tunnel
- 2003 - Limiti (Video Censurat)
- 2004 - Vengo dalla luna
- 2004 - Jodellavitanonhocapitouncazzo
- 2006 - La mia parte intollerante
- 2006 - Torna Catalessi
- 2008 - Eroe (Storia di Luigi Delle Bicocche)
- 2008 - Vieni a ballare in puglia
- 2009 - Abiura di me
- 2009 - Io diventerò qualcuno

### Col·laboracions
- 2009 - Nell' Acqua - Rezophonic
- 2010 - Gli arbitri thi picchiano - Pino Scotto

## DVD
El 2005 va sortir a escena el DVD In Supposta veritas, un concert gravat a la seva població Molfetta durant la segona gira de l'artista. El DVD compta amb diversos extres com un duet amb Angelo Branduardi, i videoclips de diverses cançons interpretades a altres concerts o mai emesos pels mitjans de comunicació.